# Ötscherbach
L'Ötscherbach est une rivière longue de 9 km, affluent gauche de l'Erlauf, dans les Alpes d'Ybbstal, traversant la commune de Mitterbach am Erlaufsee.

## Géographie
La source de la rivière est à une altitude de 1 100 m au sud-ouest de l'Ötscher. La rivière aboutit à une altitude de 640 m en passant par la centrale de Wienerbruck (de) dans l'Erlauf. Elle coule d'ouest en est, sur une surface de 80 km2 au sud de l'Ötscher et au nord de la Gemeindealpe.
Dans sa vallée passe un chemin très fréquenté. À sa moitié, un sentier mène à l'Erlaufstausee. La gorge est accessible à pied depuis Lackenhof, le Rauer Kamm (de) ou en passant par le Lassingbach (de).